# Az ikrek Malibuból
Az ikrek Malibuból (So little time) Mary-Kate és Ashley Olsen Fox Family-n sugárzott 2001–2002-es sorozata. Magyarországon először a Fox Kids, majd a Jetix is adta.

## Cselekmény
Riley (Mary-Kate Olsen) és Chloe (Ashley Olsen) Carlson két középiskolás lány, akik hétköznapi módon élik életüket. Chloe folyton elérhetetlen fiúkat próbál becserkészni, míg Riley alig bírja magáról levakarni Larry Slotnickot (Jessy Head) aki rajong Riley-ért és fülig szerelmes belé, ezért bármit megtenne érte és mindig igyekszik a kedvében járni.
A lányok szülei Jake Carlson (Eric Lutes) és Macy Carlson (Clere Carey) éppen vállnak egymástól. Jake már el is költözött egy lakókocsiparkba. Néha még vissza jár Macy házába, meglátogatni őt és a lányokat, de alapvetően külön élnek. Jake visszavonult divattervező, Macy saját divatvállalatot vezet, ezért nincs ideje házimunkára és a lányok felügyeletére. Van egy házvezető-dadájuk Manuelo Dan Valle (Taylor Negron). Ő vigyáz a lányokra és látja el a házimunkákat.
A család jó barátja a szupermodell, Teddi (Natashia Williams), aki mindig ott van Carlsonékkal.

## Szereplők

### Főszereplők
| Szerep         | Színész           | Szinkronhang       |
| -------------- | ----------------- | ------------------ |
| Riley Carlson  | Mary-Kate Olsen   | Molnár Ilona       |
| Chloe Carlson  | Ashley Olsen      | Mánya Zsófi        |
| Larry Slotnick | Jessy Head        | Markovics Tamás    |
| Jake Carlson   | Eric Luts         | Lux Ádám           |
| Macy Carlson   | Clere Carey       | Kisfalvi Krisztina |
| Manuelo        | Taylor Nagron     | Varga T. József    |
| Teddi          | Natashia Williams | Kiss Virág         |
| Miss Westmore  | Wendy Worthington | Némedi Mari        |
| Cammie Morton  | Amy Davidson      | Köves Dóra         |

### Epizódszereplők
| Szerep         | Színész                | Szinkronhand               |
| -------------- | ---------------------- | -------------------------- |
| Travis         | Brandon Tyler          | Barát István (1. rész)     |
| Travis         | Brandon Tyler          | Minárovits Péter (7. rész) |
| Andrea         | Rachel Roth            | Pap Katalin                |
| Tony           | Francis Capra          | Előd Botond                |
| Lennon Kincaid | Ben Easter             | Halasi Dániel              |
| Todd           | Adam Wylie             | Morvay Gábor               |
| Nick           | JD Pardo               | Seder Gárbor               |
| Rob            | Billy Aaron Brown      | Bódy Gergely               |
| Kim            | Sharisse Baker-Bernard | Törtei Tünde               |
| Kyle           | Jeffrey Johnson        |                            |

## Epizódok

### 1. Chloe a bűnöző (Breakfast club)
Larry meg akarja lepni Rileyt egy jó hírrel Riley szekrényébe bújva. A hír, hogy együtt osztották be őket a biológia laborba. Ez persze csak Larry-nek jó hír, mert rajongva szerelmes Riley-ba. Riley viszont csak szimpla barátként tekint Larry-re és még a gondolatától is viszolyog annak, hogy ő és Larry együtt járjanak.
Közben Chloe elhatározza, hogy fogdába kerül, hogy imponáljon egy Travis (Brandon Tyler) nevű fiúnak aki tetszik neki, ugyanis Chloe mindig is az elérhetetlen, lázadó fiúkat szerette és Travis rendszeresen "fogdába" került (az iskolai tanítás utáni büntetésbe zárást [egy osztályteremben kell ülniük semmit téve unatkozva] nevezik így a sorozatban). Nehezítő körülmény azonban, hogy Chloe épp akkor lett az iskola legrendesebb, legjobb magatartású diákja. Így aztán ha valami kis csínyt követ el a fogdába kerülés céljával, egyből az épp Chloe közelében lévő diákokat zárják be helyette a tanárok, ezért egy idő után már mindenki igyekszik távol maradni Chloe-tól.
Eközben Macy kicsit kiszortírozza az otthoni cuccokat most, hogy Jake elköltözik. Jake egyből lecsapna egy karoshintaszékre, de Macy nem adja oda neki, aztán viszont jön Manuelo és Macy-nek az jut az eszébe, hogy Manuelo kaphatna valamit hálából a munkájáért, ezért fel is ajánlja neki, hogy válasszon valamit. Manuelo egyből lecsapna a karoszékre, de akkor Jake gyorsan közbelép és átirányítja Manuelo-t egy másik kacat halomhoz amiben tényleg csak ócska kacatok vannak. Manuelo beveti a lelkiismeretfurdalás okozós módszerét így még is övé lesz a karosszék.
Közben az iskolában Riley beszél Chloe fejével Travis-ről. Chole erre azzal kontráz, hogy jó igaza van vele kapcsolatban, viszont Riley-nak ott van Larry, aki rajong érte. Adhatna neki egy esélyt. Riley átgondolja a dolgot és arra jut, Chloe-nak igaza van, úgy hogy ad egy esélyt Larrynek.
Ő is ugyanúgy bebújik Larry szekrényébe, ahogy korábban Larry az övébe, aztán mikor Larry megy a szekrényéhez és kinyitja, Riley lép ki belőle és elhívja hozzájuk, hogy együtt tanuljanak, amolyan randi jelleggel. A randi persze nem tart sokáig, mert Larry egyből kiábrándítja Riley-t a magával hozott sajthabjával, valamint kiderül, hogy Larry elhozott az iskola biológiaszertárából egy békát.
Közben haza ér Chloe és egyből lecsap a lehetőségre, hogy magára vállalja a béka ügyet, mert ezért tuti, hogy a fogdába kerül, de természetesen ebből sem lesz semmi. Aztán haza ér Macy és Jake is és előttük is lebuknak a békával illetve, mint aztán kiderül békáKAL, ugyanis Larry az összeset kiszabadította a biológiaszertárból.
Aztán ismét az iskolában Chloe arról panaszkodik Riley-nak, hogy sehogyan sem akar összejönni a terve és így sosem fog tudni összejönni Travis-szel és közben eldob egy üdítős dobozt a szemetes felé de mellé megy. Épp jön Miss Westmore (Wendy Worthington) és meglátja és el is küldi érte Chloe-t a fogdába. Ennek Chloe nagyon örül, csak hogy Travis pont akkor jön ki a fogdából. amikor Chloe megy be, mert Ő meg pont addigra ülte le az idejét. És ha ez még nem lenne elég Chloe-nak, amikor bemegy az osztályba, a táblán "Kapjuk el Chloe-t!" (Get chloe) felirat fogadja, a többi diák akik a fogdában vannak Chloe miatt, jól megdobálják Chloe-t papírgalacsinokkal.
Később Larry kopogtat Riley-éknál és bocsánatot kér a békákért és biztosítja őket, hogy mind visszakerült a szertárba... illetva majdnem mind, mert ekkor Manuelo szalad le a lépcsőn és ki a lakásból azt kiabálva, hogy "Jaaaj egy béka van a fürdővizemben!".

### 2. A pénz színe (Color of Money)
Reggel mindenki elpanaszolja Manuelonak a gondjait, ezért Manuelo kicsit felvidítja őket.
Aztán az iskolában Riley és Chloe elvállalnak egy pénzgyűjtő projektet. A West Malibu Dolphins csapatának fancuccait (sapkát, pólót, kabátot, esernyőt, stb.) árulnak az iskolában és Larry a bemutató modelljük. Ezzel össze is szednek 200 dollárt.
Kicsit később a lányok megtudják, hogy a kedvenc fiú bandájuk, a Plack, a közelben ad koncertet szombaton. Szeretnének rá elmenni, de nincs pénzük jegyre. Felforgatják az egész lakást pénz után, de sajnos hiába. Aztán viszont beállít Larry három Plack jeggyel. El is mennek a koncertre és természetesen jó érzik magukat.
Közben Jake Manuelovak és Manuelo barátnőjével vacsorázik egy étteremben. Noha Manuelo nem igazán örül Jake jelenlétének.
Következő nap az iskolában mikor a lányok kinyitják a pénzgyűjtő dobozukat, hogy ellenőrizzék a pénzt, azzal szembesülnek, hogy üres a doboz. Larry ugyanis abból a pénzből vette a Plack jegyeket. Ezért Larryt "meg akarják ölni" és jól meg is kergetik, de Larry megússza.
Később otthon Riley, Chloe és Larry összeülnek és keresnek kisebb munkákat, amivel megkereshetik azt a pénzt. Larry kutyát sétáltat, Chloe kertészkedni megy, Riley pedig gyerekekre vigyáz.
Aztán, mivel ez túl nehéznek bizonyul a számukra és alig keresnek vele pár dolcsit, mást próbálnak kitalálni. Aztán Chloe beszélget kicsit Macy-vel és a beszélgetés közben Macy ad egy nagyon jó ötletet Chloe-nak. Chloe egyből fel is megy és megbeszéli a dolgot Riley-val is.
Másnap az iskolában beindítják a saját kis vállalkozásukat. Iskolatársaikat fogják be munkára (amiért persze az iskolatársak is kapnak egy kis pénzt fizetésül) és begyűjtik a pénzt.
Közben Manuelo ismét próbál randizni a barátnőjével, de Jake megint ott van harmadik kerék gyanánt és a randi nem jön össze.
Közben a lányok és Larry össze is szedik egészen gyorsan a pénzt, csak hogy már késő, mert mikor azt tervezgetik, hogyan csempésszék vissza a pénzt, megjelenik mögöttük Miss Westmore és elmondja nekik hogy már egy hete tudja, hogy üres a pénzgyűjtődobozuk és hogy most kénytelen felhívni a lányok szüleit és Larry szüleit is.
Otthon Macy és Jake is megpirongatják a lányokat, aztán a lányok bocsánatot kérnek a szüleiktől amiért nem mondták el nekik egyből.
Végül pedig Manuelo "szakít" Jake-kel a korábbi két randi elleni merénylete miatt.

### 3. A lányok csak szórakozni akarnak (Girls just want to have fun)
Riley-nak és Chloe-nak elege van abból, hogy hétvégente folyton anyukájukkal, Macy-vel mennek ugyan azokra a programokra 8 éves koruk óta. Azon gondolkodnak, hogyan rázhatnák le anyukájukat és csinálhatnának valami új, izgalmas dolgot.
Épp kapóra jön nekik, hogy egy iskolatársuk, Andrea (Rachel Roth) a rossz hírű balhés lány megkéri Őket, hogy segítsenek neki a töri házival, cserébe pedig bejuttatja őket a szombat esti titkos buliára, az iskolába. A lányok elfogadják az ajánlatot. Épp a közelben tartózkodik Larry is, aki meghallván, mit beszéltek a lányok Andrea-val, egyből le akarja beszélni a dologról a lányokat, mert félti őket Andreától, aki egy nagyon balhés csaj és a barátai is azok és hogy a bulin állítólag még szószba is mártogatják a csipszet. De a lányok hajthatatlanok.
Közben Jake belép a Malibui Elvált Pasik Klubjába (M.E.P.K.). Egyből nála is tartják a következő gyűlést és Jake-et felveszik ideiglenes tagnak. Az állandó tagságra még várni kell.
Andrea az iskolában beszél Riley-val és Chloe-val, hogy jól sikerült a töri dolgozata (4-es fölé), ezért jöhetnek a lányok a buliba. Éjfélkor kezdődik.
Aznap délután, suli után a lányok el is kezdik tervezgetni a dolgokat: hogy mit vesznek fel, mikorra mennek oda. Közben Macy, Manuelo és Teddi indulnak a strandra. Macy nem nagyon akar menni, mert a lányokkal programja lenne, de Manuelo és Teddi rábeszélik Macy-t, hogy de igen is menjen velük a strandra, mert a lányok nem szeretnék veletölteni a szombatot. Macy végül beadja a derekát és mennek a strandra. Ekkor a lányok lejönnek az emeletről Andrea-éhoz hasonló huligán stílusú öltözékben.
Másnap Jake haza látogat Macy lakásába és elújságolja Macy-nek, hogy belépett az M.E.P.K.-ba (Macyt is felvilágosítja, hogy ez minek a rövidítése) és hogy este lesz a beavatási szertartás, amikor is ideiglenes tagból, állandó taggá lép elő. Erre Macy kineveti. Aztán miután kicsit elbeszélgetnek, Macy azt javasolja Jake-nek, hogy javasolhatna új nevet a klubnak pl.: Feladathoz Felnövő Férfiak. Ez Jake-nek tetszik.
Aznap este mielőtt még kezdődne a beavatás, Jake javasolja is a névváltoztatást a Macy által ajánlottra. Ám a többi klubtag egyből le is hurrogja, hogy ez nem jó, mert tuti, hogy a felesége ötlete, mert ilyen nevet csak egy nő tud kitalálni. Így ki is rakják Jake-et az M.E.P.K.-ból.
Közben a lányok nagyban készülnek a bulira. Riley el akar indulni úgy, hogy oda érjenek éjfélre, de Chloe egyből megállítja, mondván, rossz benyomást kelt, ha kezdésre már ott is vannak, inkább menjenek 1-re. Amíg várnak, hogy eljöjjön az idő, letelepednek az ágyukra aztán elalszanak.
Közben Larry kitalálja, hogy márpedig nem hagyja, hogy a lányok részt vegyenek egy ilyen balhés bulin. Ezért először önmagaként megy oda, de úgy nem engedik be. Beöltözik hát Britney Spears-nek és úgy megy be a buliba. A lányokat nem találja ott (aminek persze örül), viszont ráakaszkodik egy srác és nem tudja lerázni.
Másnap reggel a lányok, mikor felébrednek, meglepődve konstatálják, hogy elaludtak, átaludták az éjszakát és így a bulit is. Riley le is szúrja Chloe-t, hogy "Látod, ha akkor mentünk volna a buliba, amikor én mondtam, akkor most szöknénk vissza!"
Aztán lemennek reggelizni. Reggelizés közben az újságban olvassák, hogy lelepleztek egy illegális bulit a Malibu iskolában és, hogy a buliban szószba mártogatták a csipszet.
Végül egyszer csak Larry jelenik meg a hátsó ajtó felől, még mindig a Britney jelmezében és segítséget kér a lányoktól, hogy mondják már meg annak a fiúnak aki rászállt, hogy mi is az a nem, aztán az első ajtón menekülve távozik.

### 4. Egy kis házimunka (True lies)
Riley és Chloe ezúttal belépnek egy-egy szakkörbe. Riley varró szakkörbe, Chloe pedig főző szakkörbe. A varró szakkörön ott van Larry is.
Első órán, kötényt kell varrniuk, ami Riley-nak pocsékul sikerül, Larry viszont remek darabot készít. Ekkor derül ki Riley-ról, hogy nem tud varrni,Larry-ről pedig, hogy nagyon jól varr. Felpróbálják egymás kötényét. Ekkor lép oda hozzájuk Miss Westmore, és azt hiszi, hogy Riley varrta azt a kiváló kötényt. Riley ugyan gyorsan tisztázni akarja, hogy az Larry-é, de Larry megelőzi Őt és Ő is azt mondja, hogy azt a kötényt Riley varrta, így Riley kap is rá egy csillagos 5-öst. Larry egyébként aztán azzal magyarázza meg ezt Riley-nak, hogy már így is cikizik őt azért, hogy varró szakköbe jár, kvázi mi lenne, ha még az is kiderülne, hogy jól is megy neki.
Közben Chloe otthon próbál sztroganofot főzni, mert azt a feladatot kapták a szakkörben, hogy készítsék el a kedvenc ételüket a következő órára. Manuelo ezt meglátja és egyből felajánlja Chloe-nak, hogy, ha sztroganofot akar enni nem kell külön főznie, mert most találta fel a Manuelo féle mirelit sztroganofot. Erre Chloe elmagyarázza Manuelo-nak, hogy miért akar sztroganofot csinálni, mire Manuelo azt tanácsolja neki, hogy mivel a sztroganofot elég nehéz elkészíteni, kezdhetné valami könnyebbel, de Chloe ragaszkodik a sztroganoffhoz. Manuelo végül hagyja Rileyt, had csináljon sztroganoffot. Riley csinálja is, csak hogy nagyon rosszul sikerül neki, ezért sutyiban kicseréli Manuelo egyik adag mirelit sztroganofjára az övét és azt viszi be az iskolába. És nem csak hogy ötöst, de különdíjat is kap rá.
Közben Jake épp egy videókazetta segítségével próbál meditálni és nyugalomra lelni, amikor beállít hozzá Macy, hogy segítséget kérjen tőle egy interjúban. Jake elvállalja és ezzel sutba is dobja az addigi kb 6 hónapnyi meditálást. Macy ad is neki egy teendők listáját.
Másnap (már Macy lakásán) miután Jake és Macy is megtudták, hogy Riley csillagos ötöst kapott a kötényére, Chloe pedig szintén csillagos ötöst és egy külön díjat is kapott a sztroganofjáta, Jake azt találja ki, hogy hívják meg Macy lakásába az interjúztatót és vegyék bele az interjúba a lányokat is.
Riley-t megkérik, hogy csináljon varrás terveket. Riley ezt úgy oldja meg, hogy áthívja Larryt, aki egy pizzás dobozban viszi Riley-nak a varrás terveket.
Chloe-t megbízzák hogy készítse el a díjnyertes sztroganofját. Chloe ezt úgy oldja meg, hogy egy étteremből rendel sztroganofot, és amíg az megérkezik, főzést színlel. Ez persze rossz ötlet, mert Manuelo is arra ólálkodik és megkóstolja Chloe sztroganoffját és egyből rájön, hogy Chloe valamit nagyon elrontott. Félre hívja Macyt és neki is elmondja, hogy mi a helyzet. Aztán azt találják ki, hogy Chloe sztroganofja helyett Manuelo mirelit sztroganofját tálalják fel, csak azzal meg az a baj, hogy nem jó a mikró. Ezért úgy próbálják meg felolvasztani, hogy bedugnak egy-egy zacskóval a ruhájuk alá. Aztán behívják Jake-et is, meg Teddit is (aki azért jött át, hogy ő mutassa be a kötényt) és ők is kapnak egy-egy sztroganofot a ruhájuk alá.
Aztán kimennek a többiekhez totál dideregve. Majd támad egy ötletük. Jake tüzet gyújt a kályhában és oda állnak elé mind a négyen. így a közérzetük jobb lesz, csak hogy ahogy elkezd kiolvadni a sztroganof, elkezdi átáztatni a ruhájukat.
Végül, miután sikerült nagy nehezen kiolvasztani a sztroganofot, asztalhoz ülnek és elkezdenek enni, de egyből mindenki köpi is ki a sztroganofot ami ugyebár az volt ami helyett Chloe Manuelo-ét vitte el az iskolába.
És itt jönnek a lebukások, ugyanis Chloe egyből elindul a telefon fele "Azonnal visszakérem a pénzt az étteremtől" kijelentéssel, amivel rendesen elszólja magát. Aztán elmond mindent. Manelo pedig majd kiugrik a bőréből örömében mikor megtudja, hogy gyakorlatilag ő kapott csillagos ötöst és a külön díjat a sztroganofjára. Erre Riley is bevallja, hogy ő nem tud varrni.
Másnap Jake beszél Larryvel, neki adja a régi varrókészletét és ellátja pár jó tanáccsal.
Végül a suliban az a pár srác akik cikizték Larryt ismét közre fogják Őt, ám ezúttal összebarátkoznak és a srácok rendelnek pár ruhát Larrytől.

### 5. Szerepcsere (Trading places)
Az iskolában technológiai kiállítást rendeznek, amihez Miss Westmore összeállítja a csapatokat akiknek össze kell hozniuk valami jó kis saját feltalálású dolgot a kiállításra, amit díjaznak és osztályozzák is, amely osztályzat az évvégi jegy 25%-át adja majd. Chloe és Riley Larryvel kerülnek egy csapatba. Chloe a burgonyavekkert szorgalmazná (esetleg bármi mást amihez krumpli kell mert vett 25 kg-t és nem tudja mihez kezdjen vele). Larry azzal az ötlettel áll elő, hogy klónozhatnának és ábrázolja is ezt helyes kis báránykákkal. Végül Riley kitalálja, hogy csináljanak rádió működtetésű meteorológiai ballont. Ennél az ötletnél maradnak.
Közben Macy már nagyon stresszes, mert egy nagy ruhakészlet szállítmány leszállítását igyekszik elintézni, ami rendkívül bonyolult, mert külön-külön szállítmányban vannak a ruha alapok és a tartozékok (gombok pl). Manuelo is épp ott van és próbálja rábeszélni Macy-t, hogy legalább csak pár percre álljon meg pihenjen kicsit és egyen valamit (mert Macy aznap még csak két müzliszeletet evett elmondása szerint), de Macy hajthatatlan. Ennek hamar meg is fizeti az árát, mert rosszul lesz, elkezd forogni vele Manuelo, majd pedig összeesik. Kicsivel később mikor magához tér, Macy már ágyba van fektetve, ott van vele Jake és Manuelo, no meg egy orvos aki épp megvizsgálja. Az orvos pihenést javasol neki, ezért Jake felajánlja, hogy addig átveszi Macy-től az ügyintézést, Manuelo pedig felajánlja, hogy segít Jake-nek. Így is lesz.
Közben a lányok és Larry nekiállnak a ballonnak. Fel is küldik az elsőt, csak hogy Larry elfelejti ráerősíteni a nyomkövetőt, így azt gyakorlatilag azonnal el is veszítik. Következő nekifutásra Larry egy székből és néhány lufiból rak össze egy ember működtette meteorológiai ballont és ő maga száll fel vele és adó-vevőn tartja a kapcsolatot a lányokkal.
Közben Jake és Manuelo egyre stresszesebbé válik, míg körbekergetik jóformán az egész világon a szállítmány azon részét amiben a gombok vannak.
Macy mindenáron dolgozni akar, ezért nem marad más választása Jake-nek, minthogy Teddit bízza meg Macy felügyeletével. De Macy még Teddi elől is meg tud szökni (kimászik az emeletről az ablakon lepedőkötélen) és elmegy a közeli bárba, hogy onnan telefonáljon. De Teddi rátalál, kicsit elbeszélget vele és egy jót buliznak.
A lányok az iskolában próbálják elérni az adó-vevőn Larryt. Közben odamegy hozzájuk Miss Westmore és kérdezi a lányokat, mit hoztak a kiállításra. A lányok elmondják, de Miss Westmore nem nagyon akarja elhinni. Aztán viszont végszóra bejelentkezik Larry. Elmondja az időjárást, aztán egy kis közlekedési tudósítást is ad. Erre Miss Westmore azt hiszi hogy repülő forgalom figyelőt csináltak, mire Chloe fel akarja világosítani Miss Westmore-t, hogy az valójában ember működtette meteorológiai ballon, de Riley gyorsan belefolytja a szót Chloe-ba és megerősíti Miss Westmore-t, aki így csillagos 5-öst ad a projektre.
Aztán Larryt megtámadja egy csapat sirály a szükségeseti kajája miatt és kidöfik a csőrükkel a ballonokat, aminek következtében Larry lezuhan.
Közben bár Jake-nek és Manuelo-nak nagy nehezen sikerül elintézniük, hogy a gombok megérkezzenek a megfelelő helyre, de ezúttal Jake kerül olyan állapotba, mint korábban Macy. Ekkor Macy visszaveszi a helyét és Jake szorul pihenésre.
A suliban bár csillagos 5-öst kaptak, a lányok és Larry (aki közben megérkezett az iskolába kicsit szakadtan) csak ezüstérmet kapnak, mert egy iskolatársuk kapja az aranyérmet, a burgonyavekkerére.

### 6. Slotnickok és szeretők (Teacher's pet)
Miss Westmore rengeteg nehéz feladattal bombázza a diákokat, mert szakított vele a barátja és ezért valakin (valakiken) le kell vezetnie a dühét. Miss Westmore szakítását egyébként Larry tudta meg és újságolta el Riley-nak és Chloe-nak.
Később a lányok otthon csinálják a háziukat a leptopjukon, aztán Macy is dolgozik kicsit a leptopon, számlákat ment rá. Közben érkezik Manuelo, Macy meg pont néz egy számlát, hogy Ő biztos nem költött pénzt lábgyantáztatásra, erre Manuelo azzal a lendülettel, ahogy jött, gyorsan el is viharzik onnan. Aztán megérkezik Larry és hoz Riley-nak egy Larry távoltartó szettet (Anti Larry Kit), amiből elő vesz egy mágneses nyugtató övet, mikor Macy idegességre panaszkodik és fel is rakja Macy nyakára. Csak hogy az öv (a benne lévő mágnes miatt) kitörli az egész leptopot, így Macy számláit és a lányok háziát is.
Jake a törzs helyén rendel éppen kaját elvitelre, mikor ott összetalálkozik Miss Westmore-al. Miss Westmore először gorombáskodik Jake-kel, aztán bocsánatot kér és megmagyarázza, miért ez a viselkedés. Aztán elkezdenek beszélgetni és együtt vacsoráznak.
Másnap a lányok az iskolában várják, hogy kezdődjön az órájuk Miss Westmore-ral és közben azon izgulnak, hogy mit fog szólni Miss Westmore ahhoz, hogy nincs kész a háziuk. Érkezik is Miss Westmore, de egészen vidám, nem is érdeklik az általa kiadott feladatok, helyette inkább pizzát osztogat és bulizik növendékeivel. Larry mondja a lányoknak az új pletykát, miszerint Miss Westmore-nak új barátja van. A lányok kérdezik, hogy ki az, de hamar meg is kapják rá a választ, mert ekkor megérkezik Jake. A lányok először nem annyira örülnek ennek, de aztán először Chloe, majd kicsivel lassabban Riley is rájön, hogy ez nem is olyan rossz. Sőt. Hiszen így ők a suli legnépszerűbb diákjai.
Suli után Larry átmegy Riley-ékhoz az apjával, hogy bocsánatot kérjen a tegnapiért. Larry bocsánatot is kér, Mr. Slotnick pedig engesztelésül felajánlja Macy-nek, hogy segít neki megcsinálni a könyvelést, elvégre ő könyvelő.
Másnap Mr. Slotnick át is megy és segít Macy-nek, de közben abban a hitben van, hogy randiznak és kicsit rá is nyomul Macy-re. Macy leállítja és befejezik a könyvelést. Közben megint néznek egy számlát, hogy ki rakatott be köldökpirszinget. Közben érkezik Manuelo és amint ezt meghallja, megy is el onnan.
Másnap Mr. Slotnick ismét átjön Macy-hez és áthozza neki az elkészült adóbevallást egy mariachi zenekar kíséretében, akiket azért bérelt fel, hogy így kérjen bocsánatot Macy-től a tegnapiért.
Közben az iskolában Chloe tovább élvezi, hogy ő a suli legnépszerűbb diákja.
Macy Mr. Slotnick-kal készül randizini ugyan abban a bárban ahova Jake Miss Westmore-t viszi este és ami Jake törzshelye. Macy kitalálja, hogy odahívja Teddit, mondván, ha őt meglátja, Mr. Slotnick nem lesz többé kíváncsi rá.
Aznap este el is mennek mindannyian abba a bárba. Macy be is mutatja Mr. Slotnick-nak Teddit, de Mr. Slotnick-ot cseppet sem hatja meg Teddi, mert Ő a teltebb nőket szereti. Teddi még jól le is smárolja, de az sem válik be. Aztán Macy és Jake félrevonulnak beszélgetni kicsit és mindketten elpanaszolják egymásnak, hogy milyen nehéz lerázni a partnerüket, csak hogy közben a hátuk mögött Miss Westmore és Mr. Slotnick egymásra találnak.
Így a következő naptól már Larry az iskola legnépszerűbb diákja és ezt ő is alaposan kiélvezi.

### 7. Pasik és kutyák (Dog day afternoon)
Manuelo finom egészséges ételt akar adni a lányoknak (alma, répa, zeller stb.), hogy azt vigyék az iskolába, de Chloe egyből visszautasítja azzal a kifogással, hogy ilyeneket nem ehet a suliban, mert nagyon hülyén nézne ki vele. Neki úgynevezett cuki kaja kell, ami annyit jelent, hogy olyan kaja amivel jól is néz ki, mikor eszi. Erre Manuelo elővesz egy pomelót és rárajzol egy mosolygós arcot és oda adja Chloe-nak, hogy tesség, cuki kaja és hogy ha akarja nevezze csak WIlson-nak.
Kicsivel később (suli után) Chloe és Riley a szobájukban beszélgetnek, mi közben Chloe csomagol, mert a hétvégét Jake-nél tölti. Viszont egy hétvégéhez képest, nagyon sok ruhát pakol be. Riley ezt szóvá is teszi neki, mire Chloe azzal magyarázza a dolgot, hogy Jake szomszédjában lakik Travis (akit ugyebár az első részben is megpróbált már Chloe megkörnyékezni, sikertelenül) és ő miatta kell az a sok ruha, mert Chloe jól akar kinézni. Közben Larry az ablak előtt ugrál, majd felkapaszkodik a lányok ablakpárkányára és így próbálja randira hívni Riley-t, de természetesen kosarat kap.
Közben Macy egy ruhát tervez amiben majd Teddi fog fellépni a Billboard díjkiosztón Lenny Kravitz oldalán, ez egyébként az első önálló tervezése Macy-nek mióta Jake otthagyta a divattervezést. De mivel Teddi sokat késik, amíg megérkezik, Manuelo a próba modell.
Végre megérkezik Teddi. Egyből feltűnik neki, hogy Macy (persze tudtán kívül) lemásolta Madonna tavalyi ruháját. Bár mindenki azt mondja Macy-nek, hogy hívja fel Jake-et és tőle kérjen segítséget, Macy ezt egyedül akarja megcsinálni.
Közben Chloe megérkezik Jake-hez. Becuccol, aztán kap Jake-től ajándékba egy kiskutyát, akit Macy-nek nevezett el, Macy után.
Chloe kimegy a tornácra illegetni magát Travis-nek, de Travis oda se bagózik. Kicsivel később a kutyát próbálja nevelni, de az sem hallgat rá. Chloe ekkor elpanaszolja Jake-nek hogy ez milyen, hogy még a kutyák sem hallgatnak rá, mire Jake elővesz egy könyvet Kutyakiképzés kezdőknek címmel és oda adja Chloe-nak, hogy próbálja annak a segítségével. Ez beválik Chloe-nak a kutyánál és Travisnél is.
Macy, Teddi, Manuelo és Rhiley a tavalyi Billboard díjátadót nézik, mert Macy látni akarja, hogy valóban lemásolta e Madonna ruháját és tényleg. De még mindig nem akar segítséget kérni Jake-től. Riley viszont felhívja Jake-et, aki hamar át is megy segíteni.
Chloe hazamegy Jaket-ől Macy-hez. Otthon elújságolja Riley-nak, hogy milyen felfedezést tett a kutyák és a fiúk hasonlóságait illetően.
Másnap a suliban ezt Riley is kipróbálja Larryn és neki is bejön.
Közben Chloe összefut Travis-szel és ismét gyakorolja rajta a "fegyelmezést". Csak hogy szépen lassan bemennek a fiúwécébe.
Végül Jake segítségével sikerül összehozni a ruhát és este együtt nézik a díjátadót, amin természetesen Teddi is ott van.
Legvégül Riley felhívja Larryt és bocsánatot kér tőle, amiért úgy kezelte, mint egy kutyát és, hogy nem adott rá bolhanyakörvet, mielőtt elvitte sétálni. Larry egy kutyáknál használatos vakarózás elleni tölcsérben lőn fogadja el Riley bocsánatkérését.

### 8. Keresd a nőt (There's something about Riley)
Larry szokás szerint Riley után ábrándozik. Aztán Chloe-tól kér segítséget, hogy hogyan/mivel hódíthatná meg Riley-t. Chloe azt tanácsolja neki, változtasson a haján, vagy legalábbis mossa meg és legyen lazább.
Otthon Manuelo porszívózik. A porszívó zsinorja kihúzódik a falból. Manuelo elkezdi a porszívó csövét vizsgálni, hogy miért állt le. Ekkor érkezik Macy és visszadugja a konnektorba a porszívót, ami egyből bekapcsol és rácuppan Manuelo szájára. Macy gyorsan kihúzza a porszívót. Közben csöngetnek. Macy ajtót nyit és egy jó kiállású, fiatal, kidolgozott testű tűzoltó fiút talál az ajtó előtt, aki azért jött, hogy szóljon, bozót tűz veszély lehet a környéken, ezért legyenek óvatosak és ha bármi baj van, csak hívják a tűzoltókat. Macy-nek egyből megtetszik a fiú.
Lerry beveti a lazaságot a suliban, ami minden lánynál bejön, csak Rileynál nem. Ezt végig nézi Larry egy barátja Tony is és egyből felajánlja Larry-nek, hogy segít neki összejönni Riley-val. Toni meg is környékezi Rileyt és elkezd neki kicsit Larryről áradozni, aztán meg szépen összemelegszik Rilye-val.
Jake megérkezik a lakókocsiába Manueloval (Teddi kölcsön kérte Jakek kocsiját, így Jake meg megkérte Manuelot, hogy fuvarozza őt) a konzerv vásárlásból. Áradozik egy sort Manuelonak, hogy milyen jó, hogy rátalált arra a boltra, mert csomó konzervet baromi olcsón adnak, csak mert kicsit hibás. Aztán kopognak. Jake ajtót nyit és egy szép, fiatal, formás, szőke tűzoltólányt talált ott, aki azért jött, hogy szóljon, bozót tűz veszély lehet a környéken, ezért legyenek óvatosak és ha bármi baj van, csak hívják a tűzoltókat. Jake-nek egyből megtetszik a lány.
Az iskolában Tony folytatja Riley "megpuhítását". Larry-nek viszont úgy tűnik, Tony túlzottan közeledik Riley-hoz. Közbe is lép, ezért Riley kicsit letolja Larry-t, majd távozik. Amint Riley elmegy, Larry számonkéri Tony-t hogy nem arról volt szó, hogy összejön Riley-val, hanem, hogy Larryt hozza össze vele. Tony ezt azzal magyarázza, hogy ahhoz, hogy működjön a terve, el kell nyernie Riley bizalmát. És, hogy a délután folyamán át fog menni Riley-hoz leckét írni, de mivel amúgy sem szokta megírni a leckéjét, most sem azzal fog foglalkozni, hanem Riley-val. Ezt Larry elfogadja. Egyelőre.
Később otthon Macy és Manuelo aggódva nézik a híreket, ahol bemondják, hogy egyre jobban terjed a bozóttűz és már közel van hozzájuk is. A kanapén ülve pedig Riley és Tony tanulnak. Jobban mondva Riley tanulni akar, de Tony inkább ráhajt. Olyannyira, hogy egyszer csak váratlanul megcsókolja. Ezt Larry végignézi az ablakból leselkedve és egyből közbelép.
A bozót tűz eléri őket, ezért az egész környéket evakuálják az iskolába. Macy aggódik Jake-ért ezért átküldi hozzá Teddit, majd pedig maga is oda megy. Majdnem ottragadnak, de szerencséjükre épp arra megy egy járőr helikopter és kimenti őket.
És végre mindenki az iskolában van biztonságban.
Végül Riley jól leszúrja és elküldi Tony-t, mert Chloe mindent elmondott neki, így azt is, hogy Larry mi mindent próbált meg azért, hogy bejöjjön Riley-nak és így azt is tudja Riley, hogy Tony felajánlotta Larry-nek hogy összehozza őket, aztán ezt a helyzetet kihasználva rányomult Riley-ra. Larry reménykedve kérdezi, hogy "Akkor most a barátnőm vagy?!" Erre Riley: "Te megvesztél?!" és Larry ennyivel is megelégszik mondván "Kezdetnek nem rossz".

### 9. Riley új pasija (Riley's new guy)
Mi előtt kezdődne a forgatás Mary-Kate és Ashley a Helyes srác szerepekre felvett két fiúról beszélgetnek. Mary-Kate-nek ismerős helyes srác kettő neve (Conor Hington). Aztán eszébe jut hogy pár hónapja randiztak és megígérte, hogy felhívja, de nem tette. Úgy hogy gyorsan felhívja és rendezi a dolgot. Végül azzal búcsúzik el tőle, hogy később (a forgatás után) majd hívja.
A Newsstand kávézóban Riley megismerkedik egy Todd (Adam Wylie) nevű fiúval az iskolából, aki elhívja randizni. Riley elfogadja a meghívást. Chloe szintén a kávézóban megismeri Lenon Kincaid-et (Ben Easter) és egyből megtetszik neki. Miután elbúcsúznak egymástól az első találkozás végén és Chloe hozzáteszi "Hiányozni fogsz", oda megy hozzá a lányok kávézóban dolgozó barátnője és iskolatársa, Cammie, hogy ez meg milyen búcsúzkodás volt és ad Chloe-nak egy könyvet, hogy az abban leírtak szerint alakítsa a kapcsolatát Lanon-nal és tuti siker lesz. Aztán visszajön Lenon, és Chloe már el is kezdi a könyv alapján csilnálni a dolgokat.
Másnap a suliban Todd-ot arról faggatják a többiek (Larry-vel együtt), hogy milyen volt a randi Riley-val. Todd nagyokat lódítva meséli el és ezálltal a suli sztárjává válik, ez viszont Riley-nak nem tetszik. Közben Chloe ismét találkozik Lenon-nal a suliban és továbbra is a könyv szerint jár el. Itt már kicsit úgy tűnik, mégsem olyan jó az a könyv.
Macy és Jake otthon felelevenítik a tizedik évfordulójukat és elhatározzák, hogy megismétlik. Megbeszélik, hogy Macy-n ugyan az a nyklánc lesz, mint akkor, Jaken pedig ugyan az akaróra (amiket egyébként egymástól kaptak a tizedik évfordulójukra).
Riley a suliban jól lehordja Todd-ot, amiért akkorákat lódított a randiukról. Közben érkezik egy srác akivel Todd pacsizik az iménti témával kapcsolatban. Ettől Riley végleg besokall és inkább elmegy a suliból aznapra egyenesen Jake-hez.
Mikor megérkezik, kiönti a lelkét Jake-nek, elpanaszolja a Todd-dal való problémát. Kicsit beszélgetnek erről, aztán Jake (tapintatosan) visszaküldi Riley-t az iskolába.
Később a Newsstand-ben Riley egyedül ül az egyik asztalnál és elmélyülten hallgatja, amit egy srác egyszál gitárral játszik a Newsstand kis szinpadán. Közben Chloe szintén a Newsstand-ban ismét találkozik Lanon-nal. Lanon meg akarja csókolni, de Chloe a könyv miatt ezt még nem hagyja. Aztán Chloe megy hazafelé, Riley viszont még marad. És miután a gitáros fiú befejezi a zenélést, odamegy hozzá és elkezdenek beszélegtni. A fiú Nick-ként (JD Pardo) mutatkozik be és elhívja Riley-t másnap estére a Newsstand-be, mert akkor is játszani fog. Riley kicsit habozva, de elfogadja.
Másnap a Newsstand-be menet Chloe azon golndolkodik Riley mellett hangosan, hogy vajon megcsókolja most Lenon-t, vagy várjon vele a könyv szerint előírt három napig. Riley azt tanácsolja, akkor csókolja meg mikor úgyérzi, szeretné. Csak hogy ahogy beérnek a kávézóba meglátják Lanont egy másik lánnyal beszélgetni.
Később az iskolában órán Riley a soros a verse (amit arra az órára kellett írnia) bemutatásában, így felolvassa azt, de senkinek nem megy át, mindenki furcsán néz Riley-ra.
Este a kávézóban Riley újra összefut Nick-kel, aki elolvassa a versét és nagyon tetszik neki. Aztán jön Manuelo és mindent elront azzal, hogy Riley és Chloe dadája ként mutatkozik be és elmesél egy-két régi Riley kisded korabeli történetet. Riley lekoptatja nagynehezen, de Nick-nek ennyi elég mára.
Közben Chloe és Lanon a tengerparton ülenk és Chloe elmondja neki, miért viselkedett olyan furcsán, aztán eldobja a könyvet és végre rendesen összejön Lanonnal. Ők is elmennek a Newsstand-ba.
Mire odaérnek ismét Nick játszik a színpadon, méghozzá a Riley verséből írt dalt adja éppen elő. Ezt aztán Riley büszkén észrevételezi is. Aztán Nick ismét elhívja Rileyt. Ezúttal egy későesti buliba. Riley ezért megkéri Chloe-t, hogy falazzon neki. Chloe szívesen vállalja, mondván a könyves esetből megtanulta, néha nem baj ha megszegünk egy-két szabályt.
Macy és Jake a bárban vacsoráznak. Oda megy hozzájuk Jake egy ismerőse, hogy most már kéri vissza az óráját, mert mindjárt jön a felesége és megírgérte neki, hogy rajta lesz az az óra. Ekkor Jake kénytelen bevallani Macy-nek, hogy mikor otthagyta a divatcéget és elválltak, bedobta az órát az óceánba, a szabaddá válást jelképezvén. A barátja kiegészíti azzal, hogy az Ő felesége meg megtalálta és nekiadta. Macy cseppetsem bánja. Sőt. Így is elmennek oda ahol annó a tizedik évfordulójukon voltak.
Riley hazaér késő éjjel a partyról. Felkölti Chloey-t, hogy beszélgessenek kicsit, hogy mi volt a partyn, illetve mi volt Chloe és Lanon randiján. Chloe feldobja az ötletet, hogy mivel majdnem felnőttek és van kapcsolatuk beszélniük kéne Macy-vel, hogy nyugodtan fennmaradhatnának éjjel egy-ig. Mire ezt végig mondja Riley elalszik.
A forgatás után Ashley emlékezteti Mary-Kate-et, hogy bár azt ígérte Conor-nak, felhívja rögtön forgatás után, ezt még nem tette meg. Úgy, hogy Mary-Kate gyorsan felhívja Conor-t és elújságolja neki a jóhírt (ami még egy vele való randinál is jobb), övé a Helyes srác 2 szerep.

### 10. Az új fiú (The new guy)
A forgatás előtt Mary-Kate arról panaszkodik Ashley-nek, hogy Chloe mindig tök jó dolgokat csinálhat a sorozatban, míg Riley-nak tök béna dolgok jutnak. Ashley azt javasolja hogy beszéljen az írókkal, de csak írásban, mert mivel írók, csak azt értik. Aztán Ashley elmegy az írókhoz, visz nekik egy ajándékkosarat üzenettel és több randi jelenetet kér Chloe-nak.
A Newsstand-ben egy fiú vizet kér a kiszolgálótól, akit viszont közben hívnak telefonon, ezért ott hagyja a fiút, azzal hogy szolgálja ki magát. A fiú ki is szolgálja magát. Ekkor érkezik Chloe, aki a szokásosat kéri egyből (mert azt hiszi, hogy a fiú új kiszolgáló). Ám a fiú, aki egyébként Lennon Kincaid-ként mutatkozik be, kiszolgálja Chloe-t, miután pontosíttatta vele, hogy mi is az a szokásos amit Chloe kér. Muffin és kávé lenne az, de a muffin elfogyott, így csak egy kávét kap Chloe Lennon-tól. Aztán Chloe leülne a szokásos helyére meginni a kávéját, de Lennon már ott ül a helyén. Ekkor Chloe szembesíti Lennont azzal, hogy az az Ő helye és oda kell ülnie.
Az iskolában Larry ismét reménnyel telve megy oda Riley-hoz, de ezúttal azt várja, hogy Riley szülinapi ajándékot ad neki, mert hogy Larry szülinapja van. De Riley elfelejtette, de gyorsan rögtönöz: az egyik tálcáról elvesz egy meggyes sütit és odaadja Larry-nek, szülinapi ajándékként. Larry egyből rájön, hogy Riley elfelejtette Larry születésnapját és elmagyarázza, hogy minden születésnapja attól boldog, hogy Riley köszönti fel elsőként, illetve Riley ajándékától úgy egyáltalán.
Chloe egy kis egyedüllétre vágyva elmegy a vízimentőállomásra, és ott találja Lennont. Itt ismét összeszólalkoznak kicsit, aztán Chloe el akar menni, bár Lannon figyelmezteti, hogy hamarosan esnifog. Ezt lehet érezni a levegő ionok elnehezedéséből és hogy a tengerparotn csend és kihaltság lesz úrrá. De Chloe elindul aztán vissza is megy, mert hirtelen rászakad az ég. Lennon kérdezi Chloe-tól, hogy nem éhes-e? Nem. Lennon elkezdi majszolni azt a muffint, amit reggel Chloe elől happolt el. Chloe ezt ledöbbenve és felháborodva nézi.
Másnap az iskolában Chloe Riley-nak panaszkodik Lennonról. Riley egyből tudja, hogy Chloe belezúgott Lennonba. Aztán Cammie megy oda Riley-hoz és elpanaszolja neki, hogy megint nem felelt meg egy meghallgatáson. (Cammie amatőr színésznő). Riley felvidítási szándékkal megpróbálja összehozni egymással Cammie-t és Larry-t.
Manuelo azzal szembesül, hogy Jake összejött egy nővel, aki totál olyan mint Macy. Kicsivel később pedig azt is meglátja, hogy Macy-meg egy olyan férfival jött össze, aki totál olyan mint Jake.
Este a Newsstand-ben Chloe meg akarja venni a holnap reggeli muffinját, hogy biztos el ne happolják előle, csak hogy már elfogytak a muffinok és mint kiderül az utolsót Lennon vitte el, aki melleseg ott ül a közeli asztalnál. Chloe egy óvatlan pillanatban le akarja nyúlni a Muffint, de Lennon résen van.
Közben otthon Riley-hoz beállít Cammie és Larry. Cammie elmondja, hogy borzalmas volt Larry-vel lenni, mert folyton csak Riley-ról beszélt és még egy pár zoknit is vett neki.
Közben a Newsstand-ben, Chloe és Lennon még mindig veszekednek, végül Lennon azt vágja Chloe-hoz, hogy túl kiszámítható, mire Chloe megcsókolja Lennont. Lennon természetesen úgy tesz, mintha erre is számított volna.
Jake és Macy ugyan arra a helyre viszik vacsorázni újdonsült párjukat. Előbb Jake partnere megy el telefonálni, majd pedig Macy partnere a mosdóba. Míg ketten maradnak, Jake és Macy úja összemelegednek.
Közben a Newsstand-ben Riley bocsánatot kér Larry-től amiért elfelejtette a születésnapját. Ekkor larry elmagyarázza Riley-nak, kicsit nosztalgikusan, hogy neki mindig attól volt szép a szülinapja, hogy Riley már korán reggel ment át hozzá és fölébresztette, hogy ő köszönthesse elsőként és hogy minden ajándéknál rákérdezett Larry, hogy nem póni e és bár nem volt soha póni, Larry még is minden ajándéknak nagyon örült, mert Riley-tól kapta és főleg, mert aztán Riley mindig megölelte. És hogy mivel kicsi gyerekkora óta ugyanúgy érez Riley iránt, mindig arról ábrándozott, hogy Riley-val a karján megy be az iskolába és a többiek elismerően csettintenek, hogy wow itt jön Larry Riley-val. Ez a srác tud valamit. Erre Riley azzal kontráz, hogy ő nem tud annyit adni Larrynek amennyit érdemelne, bár Larry-nek elég lenne bármennyit tudna adni neki Riley. Aztán Riley nagynehezen ráébreszti Larryt, hogy bár már felnőttek azóta, Larry még mindig arra a kislányra vágyik, aki Riley egykor volt, de Riley többé már nem az a kislány. De biztos hogy vár rá valaki valahol. Végül átadja Larry-nek az ajándékát, ami egy szép paripa bábu a hátán egy fiú és egy lány (vélhetően Larry és Riley) búcsúzóul megöleli Larryt és elmegy. Még épp látja, hogy Cammie oda ül Larry mellé. Larry alaposan elgondolkozik az iménti beszélgetésen.
Végül az iskolában franciaórán a tanár bejelenti, hogy új diákjuk van. Aki nem más mint Lennon. Lennon oda megy a Chloe melletti üres padhoz lecuccolni és oda tesz Chloe asztalára egy Muffint.
A forgatás után Mary-Kate épp panaszolja Ashley-nek, hogy írt az íróknak, de úgy látszik nem használt a dolog, mert a következő részben Riley a menzát fogja kifesteni. Épp arra jön az egyik író. Ashley azt tanácsolja Mary-Kate-nek, hogy beszéljen vele és legyen kedves. Mary-Kate megfogadja a tanácsot és azzal kezdi, hogy megdicséri az író ingjét, ám kiderül, hogy azt az író Ashley-től kapta. Az író Ashley-hez fordul és megköszöni neki a muffint, amit Ashley köldött és jó randizást kíván Chloey-nak. Mary-Kate csúnyán néz Ashley-re.

### 11. A tolószék (The wheelchair)
Mary-Kate arról panaszkodik -mi közben sminkelik őket- hogy milyen sok kiadása van. Példának egy telefon számlát hoz fel, amit egy hosszú rossz minőségű hívásért kéne kifizetnie. Ashley -mi után kiküldik a sminkeseket és kettesben maradnak- azt tanácsolja Mary-Kate-nek, hogy írassa a kiadásit a stúdió számlájára. Mary-Kate el is kezdi tervezni, hogy mit milyen indokkal írat a stúdió számlájára, de végül arra jut, hogy ez így nem jó, nem fogják elhinni és így kifizetni sem.
Larryt tolószékben viszi az iskolában az iskolai nővér a biológia teremből a betegszobába, mert Larry rosszul lett és elájult, mikor biológia órán a szülő csatornát nézték (konkrétan végig néztek egy szülést). Amikor odaérnek a betegszobához, a nővér és Larry benennek, a tolószéket pedig kinn hagyjál. Riley is ott van és végignézi ezt. Aztán gondol egyet és kipróbálja a tolószéket. Miközben a tolószékkel játszik, Riley össze fut egy fiúval, aki tényleg tolószékes és azt hiszi, Riley is az. A fiú Rob-ként (Billy Aaron Brown) mutatkozik be. Elkezdenek beszélgetni. Riley el akarja mondani, hogy ő valóijában nem tolószékes, de akkor meglátja Rob gyönyörű szemét és úgy dönt, eljátssza, hogy tényleg tolószékes. Meg is beszélik, hogy később találkoznak a Newsstand-ben.
Közben Jake és Macy titokban megint kezdenek összejönni egymással. Azt tervezgetik, hogy el kéne menniük valahova ketten úgy, hogy a lányok ne tudják hogy valójában hol vannak és mit csinálnak. Végül azt találják ki, hogy elmennek egy romantikus hétvégére Santa Barbara-ba.
Később a Newsstand kávézóba megérkezik Riley, még mindig tolószékben. Mindenki néz, hogy mi történt Riley-val. Természetesen Chloe is egyből ott terem testvére mellett aggódva, hogy mi történt vele. Riley segítséget kér tőle és elmondja a helyzetet. Chloe azt tanácsolja Riley-nak, hogy mondja el Rob-nak az igazat. Közben megérkezik Rob is. Riley kezdené is a vallomásást Rob-nak, de amint Chloe is meglátja Robot és a gyönyörű szemeit, egyből leállítja Riley-t.
Másnap reggel a lányok épp reggeliznek, mikor beállít Macy és beadja a lányoknak, hogy Ő egy megbeszélésre megy Santa Barbara-ba, Jake pedig kempingezni a barátaival. Manuelo kicsit gyanakszik, mert ő tudja, hogy Macy-nek mikor, hol, milyen megbeszélése(i) van(nak) és nem tud semmiféle Santa Barbara-i megbeszélésről, de Macy gyorsan leállítja, még egyszer megerősíti amit mondott, majd távozik.
Kicsivel később az iskolában Rob és Riley tolószékes tollast játszanak a szünetben az aulában. Aztán beszélgetnek kicsit, aminek hatására Riley ismét elgondolkodik rajta, hogy most már el kéne mondania az igazat Rob-nak, de Rob ekkor elhívja Riley-t vacsorázni. Riley elfogadja.
Közben a Newsstand-ben Cammie szereplőválogatáson vesz részt a Newsstand új reklámjához. Rajta kívül még öt nála kb két fejjel magasabb (nagyjából 180 cm magas) bombázó lány vár meghallgatásra.
E közben Riley és Rob vacsoráznak. Mikor a pincér megkérdezi, mindennel elégedettek-e, Riley csap egy kis patáliát, mert nem tetszik neki, hogy tolószékkel nagyon nehéz bejutni az étterembe. A pincér kárpótlásul ingyen desszertet ajánl nekik. Ezt elfogadják. Aztán mikor a pincér elmegy, Rob érzékelteti Riley-val, hogy nem kellett volan ezért így kiverni a balhét, Őt ez nem zavarja, már hozzászokott. Riley azzal védekezik, hogy gyűlöli, ha semmibe veszik. Aztán egymásról kezdenek beszélgetni és Rob elmondja, hogy akkor is tetszene neki Riley, ha nem lenne tolószékes, nem a tolószéke miatt szeretett bele. Azért szereti, aki. Erre Riley bevallja Rob-nak, hogy Ő valójában nem tolószékes, csak eljátszotta, mert azt hitte, csak így tetszik Rob-nak. Aztán bocsánatot kér és távozik.
Végül nem Cammie-t, hanem egy szőke bombázót választanak a szerepre, aki még a nyelvet sem beszéli rendesen. Végül a rendező azt találja ki, hogy Cammie-vel mondatja el a szöveget és azt rá szinkronizálják a szőke bombázóra, de Cammie azt nem vállalja.
Közben Chloe és Riley egyedül maradnak otthon, mert ugye Jake és Macy titokban randiznak és Manuelo-nak is el kell mennie valahova. Miután Manuelo is elment, Chloe felküldi Riley-t az emeletre és előbújik rejtekéből Lennon. Épp elkezdenék élvezni az egyedül létet, mikor csöngetnek. Larry és Cammie az és áthívnak pár srácot is és buliznak is egy jót. Szegény Riley-t ugráltatját mindenért, ám aztán csengetnek. Riley megy ajtót nyitni. Nem más várakozik az ajtó előtt, mint Rob. Riley meglepődik, hogy azok után Rob még szóba áll vele. Rob erre azzal kontráz, hogy Riley ment el nem Ő és, hogy nem az fájt neki, hogy Riley a saját lábain távozott, ha nem az, hogy elment. De végül Rob megbocsált és egy jót táncolnak a bulin.
Aztán megérkezik Jake és Macy. A bulira meghívottak elmennek, Jake, Macy és a lányok pedig megbeszélik egymással a dolgokat. Jake és Macy bejelentik a lányoknak, hogy együtt járnak.
Forgatás után, miután meggyőződik róla, hogy az ingyen van, Mary-Kate elrak a táskájába pár gyümölcsöt a stúdi kajából. Végül megszólal Ashley telefonja. Mary-Kate-et keresik. Kiderül, hogy Mary-Kate a sajátja helyett Ashley számát kezdte el megadni másoknak a saját elérhetősége gyanánt, mondván: "Elég volt a kiadásokból".